# 波蒂奇縣 (威斯康辛州)
波蒂奇縣（英語：Portage County）是美国威斯康辛州中部的一個縣，面積2,131 平方公里。根據2020年美國人口普查，共有人口70,377人。縣治史帝芬斯岬（Stevens Point）。該縣成立於1836年，縣名指的是福克斯河（Fox）與威斯康星河之間的繞道。